# Rudolf Harnisch
Wilhelm Rudolf Harnisch (* 8. März 1864 in Chemnitz; † nach 1933) war ein deutscher Jurist und Politiker (SPD). Er war von 1919 bis 1921 sächsischer Justizminister.

## Leben
Rudolf Harnisch wurde am 8. März 1864 als Sohn des Rechtsanwalts Karl Wilhelm Harnisch geboren. Nach Beendigung des juristischen Studiums legte er 1888 in Leipzig die erste Staatsprüfung ab. Er trat in den Vorbereitungsdienst ein, bestand 1892 die zweite Staatsprüfung und war dann als Assessor tätig. Am 30. November 1893 schied er aus dem sächsischen Justizdienst aus und ließ sich als  Rechtsanwaltschaft mit Notariat in Chemnitz nieder. Nach der Revolution 1918 wurde er zum Polizeipräsidenten in Chemnitz ernannt.
Am 22. Januar 1919 wurde er Volksbeauftragter für Justizwesen in Sachsen. Dabei wirkte er an der Erarbeitung des vorläufigen Grundgesetzes für den Freistaat Sachsen mit. Nach der Wahl der Sächsischen Volkskammer wurde er sächsischer Justizminister.
Am 1. August 1921 wurde Harnisch durch Erich Zeigner abgelöst. Er ging nach Zwickau, wo er zum Landesgerichtsdirektor ernannt worden war, lebte aber bei seinem Sohn Walter Harnisch in Dresden. Nach der nationalsozialistischen Machtergreifung verliert sich seine Spur.